# جنی بوید
جنی بوید، (زاده ۲۷ فوریه ۱۹۹۱) (به انگلیسی: Jenny Boyd) یک بازیگر آمریکایی-سوئیسی است که بیشتر به خاطر بازی در نقش لیزی سالتزمن در میراث شناخته می‌شود.

## زندگی‌نامه
جنی بوید در شهر سیون، در بخش مارتینی در ایالت وله در کشور سوئیس زاده شد و در ایالت اورگن بزرگ شد. او تابعیت دوگانه انگلیسی و آمریکایی دارد.
بوید قبل از شروع بازیگری، یک مدل بین‌المللی در نیویورک بود، سپس از آکادمی موسیقی و هنرهای نمایشی لندن فارغ‌التحصیل شد و کارشناسی بازیگری را بدست آورد. هم‌اکنون در لس آنجلس، کالیفرنیا زندگی و کار می‌کند.

## فیلم‌شناسی
- جادوگر، در نقش امبر کلی (۲۰۱۸)
- جستجوی وایکینگ در نقش تاسیا (۲۰۱۵)
- میراث[۳] در نقش لیزی سالتزمن (۲۰۱۸-اکنون)